# Прапор Аляски
Прапор Аляски — один з символів американського штату Аляска.
Прапор був придуманий 1926 року 13-річним уродженцем Аляски Бенні Бенсоном, а 1927 року його ухвалено офіційним символом території Аляска, що 3 січня 1959 року стала штатом.
На темно-синьому фоні зображено вісім золотих п'ятипроменевих зірок: сім знизу — зображують Велику Ведмедицю і одна більша в правому верхньому кутку — Полярна зірка.
Велика Ведмедиця символізує силу та потужність, а Полярна зірка — північ, оскільки Аляска є найпівнічнішою територією Сполучених Штатів Америки.